# Karel Hugo Kepka
Karel Hugo Kepka (26. července 1869 Plzeň – 30. června 1924 Brno) byl český architekt a vysokoškolský pedagog.

## Život
Vystudoval Českou vysokou školu technickou v Praze, kterou dokončil v roce 1893 a na které pak také pracoval jako asistent. Od roku 1898 působil v Brně, nejprve jako profesor České státní průmyslové školy. Od roku 1901 vyučoval na brněnské České vysoké škole technické, v letech 1915–1917 byl jejím rektorem. V letech 1908–1909 a 1911–1912 byl děkanem tamního odboru stavebního inženýrství a v letech 1920–1921 prvním děkanem odboru architektury a pozemního stavitelství.
Navrhoval budovy v historizujícím slohu. Řadí se k dobovému eklektickému proudu. V rámci jeho tvorby se mísí pozdní historismus se secesí.
Zemřel roku 1924 v Brně. Jeho ostatky byly zpopelněny v Praze a následně uloženy na Městském hřbitově v Příbrami.

## Dílo
- Kostel Nejsvětějšího srdce Páně v Husovicích
- Kounicovy koleje
- Kuthanovo sanatorium v Tišnově
- Občanská záložna v Poděbradech
- Nová radnice v Prostějově
- Návrh rektorského řetězu Vysokého učení technického v Brně[6]
- Škola na náměstí Republiky v Brně[7]
- Sokolovna na Dukelské ulici v Brně[8]
- Návrh vnější fasády Jubilejní školy (později Masarykovy školy) na Skálově náměstí v Prostějově[9]